# Sociedad de Misas Latinas de Irlanda
La sociedad de misas latinas de irlanda (LMSI, por sus siglas en inglés), fundada en 1999, es una sociedad católica romana con sede en Irlanda que se dedica a preservar la misa tridentina.